# Filip Koryta
Filip Koryta (* 2. září 1989 Kraslice) je český básník, slamer, moderátor, hudebník a pedagog. Žije v Plzni.

## Vzdělání
Po maturitě na sokolovském gymnáziu absolvoval Pedagogickou fakultu Západočeské univerzity v Plzni, a to v oborech učitelství českého jazyka a literatury a psychologie pro střední školy.
Působí jako performer a organizátor žánru slam poetry. V listopadu 2019 vystupoval před zhruba čtvrtmilionovým publikem na 2. největší demonstraci po roce 1989 na pražské Letenské pláni.

## Dílo

### Hudba
Je frontmanem skupin Glajstr Duo a diCaprio.

### Slam poetry
V žánru slam poetry je znám jako Dr. Filipitch. Dne 2. prosince 2017 se v pražské Meetfactory stal mistrem České republiky ve Slam poetry 2017.